# Cedusa enosala
Cedusa enosala är en insektsart som beskrevs av Kramer 1986. Cedusa enosala ingår i släktet Cedusa och familjen Derbidae. Inga underarter finns listade i Catalogue of Life.